# ۲۱۱ (فیلم)
۲۱۱ عنوان فیلمی اکشن آمریکایی به کارگردانی یورک شکلتن و نویسندگی مشترک شکلتن و جان ریبوس است که در سال ۲۰۱۸ عرضه شد. از بازیگران آن می‌توان به نیکلاس کیج، کوری هاردریکت، مایکل رینی جی‌آر.، اوری فیفر و وستون کیج اشاره کرد. این فیلم برگرفته از تیراندازی هالیوود شمالی در سال ۱۹۹۷ است. ۲۱۱ در تاریخ ۸ ژوئن ۲۰۱۸ توسط مومنتوم پیکچرز به صورت فیلم ویدئویی منتشر شد.

## تولید
در ۲۷ ژانویه ۲۰۱۷، نیکلاس کیج به این فیلم پیوست.  فیلمبرداری این فیلم در استودیو Nu Boyana در صوفیه، بلغارستان برگزار شد.